# Marie-Jeanne (rose)
'Marie-Jeanne' est une rose soulevée en 1913 par le fameux obtenteur orléanais Eugène Turbat (1865-1944).

## Description
Au début, le Journal des roses qualifie ce rosier de « multiflore sarmenteux remontant ». En 1914, la Rosen-Zeitung le range dans les polyanthas. Il s'agit d'un arbuste très vigoureux au feuillage vert luisant et au bois presque inerme pouvant habituellement atteindre 150 cm et jusqu'à 250 cm s'il est bien palissé. Ses branches au port plutôt flexible se couvrent à la première floraison d'une multitude de corymbes de fleurs blanches pleines (jusqu'à une soixantaine) produisant un bel effet de masse et il remonte très bien. Leur cœur exhibe une petite touche rose carné. Elles se teintent de légères nuances saumonées en fin de floraison. Elles sont légèrement parfumées.
Sa zone de rusticité est de 6b à 9b ; il supporte des températures à -20°.
Ce rosier a besoin d'une situation ensoleillée. On peut notamment l'admirer à l'Europa-Rosarium de Sangerhausen en Allemagne.
Il est parfait pour les bordures accompagné de fleurs vivaces.

## Descendance
Par croisement avec 'Perle des Jardins' (Levet, 1874), il a donné naissance à 'Prosperity' (Pemberton, 1919).